# Chevalierella dewildemanii
Chevalierella dewildemanii är en gräsart som först beskrevs av Hyacinthe Julien Robert Vanderyst, och fick sitt nu gällande namn av Van der Veken och Pierre Compère. Chevalierella dewildemanii ingår i släktet Chevalierella och familjen gräs. Inga underarter finns listade i Catalogue of Life.